# Hubertushof (Merzenhausen)

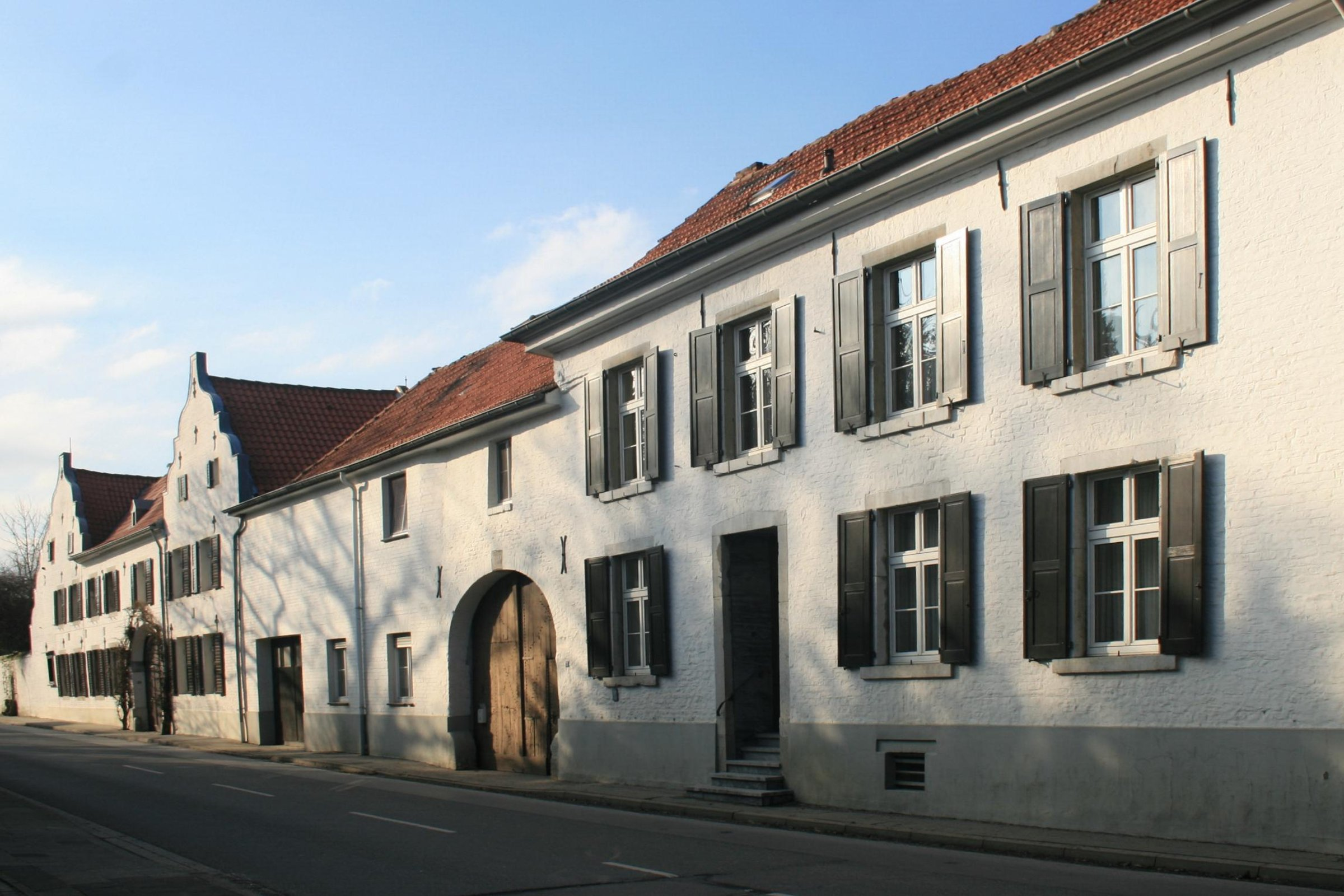
Hubertushof, vor 2011

Der Hubertushof steht in Merzenhausen, einem Stadtteil von Jülich im nordrhein-westfälischen Kreis Düren. Die Anlage ist seit dem 18. Juni 1984 denkmalgeschützt.
Die ehemalige Wasserburg war Sitz der Adelsfamilie von Merzenhausen, das Rittergeschlecht erlosch jedoch um das Jahr 1400. Neue Besitzer wurden die Herren von Streithagen. Diese Familie starb 300 Jahre später aus. Elisabeth von Streithagen, Mutter des Jan von Werth, lebte in der Burg. Nach Besitzerwechseln durch Erbschaft verfiel die Anlage. Auf ihren Resten wurde in der Mitte des 17. Jahrhunderts der heutige Hubertushof erbaut.
Im Jahr 1805 erwarb Johann Joseph Gottfried Opfergelt (1770–1842) das Anwesen. Seine Vorfahren hatte den Hubertushof bereits längere Zeit als Pächter bewirtschaftet. In direkter Linie im Familienbesitz blieb der Gutshof bis Barthel Opfergelt 1913 ohne Nachkommen starb. Das Anwesen erbte sein Patenkind und Neffe Barthel Weitz.
Die rechtwinklige Anlage aus Ziegelsteinen ist im Stil der Renaissance gehalten. Sie besitzt ein der Straße zugekehrtes zweigeschossiges Wohnhaus mit rechteckigen Fenstern und zwei geschweiften Giebeln. Im Zweiten Weltkrieg wurde der Gutshof erheblich beschädigt, jedoch später wieder aufgebaut. Das Anwesen befindet sich immer noch im Besitz der Familie Weitz.